# Teutopolis (Illinois)
Teutopolis es una villa ubicada en el condado de Effingham en el estado estadounidense de Illinois. En el Censo de 2010 tenía una población de 1530 habitantes y una densidad poblacional de 362,64 personas por km².

## Geografía
Teutopolis se encuentra ubicada en las coordenadas 39°7′53″N 88°28′53″O / 39.13139, -88.48139. Según la Oficina del Censo de los Estados Unidos, Teutopolis tiene una superficie total de 4.22 km², de la cual 4.22 km² corresponden a tierra firme y (0%) 0 km² es agua.

## Demografía
Según el censo de 2010, había 1530 personas residiendo en Teutopolis. La densidad de población era de 362,64 hab./km². De los 1530 habitantes, Teutopolis estaba compuesto por el 99.41% blancos, el 0.07% eran afroamericanos, el 0% eran amerindios, el 0.39% eran asiáticos, el 0% eran isleños del Pacífico, el 0.07% eran de otras razas y el 0.07% pertenecían a dos o más razas. Del total de la población el 0.52% eran hispanos o latinos de cualquier raza.